# Armin Jäger (Politiker)

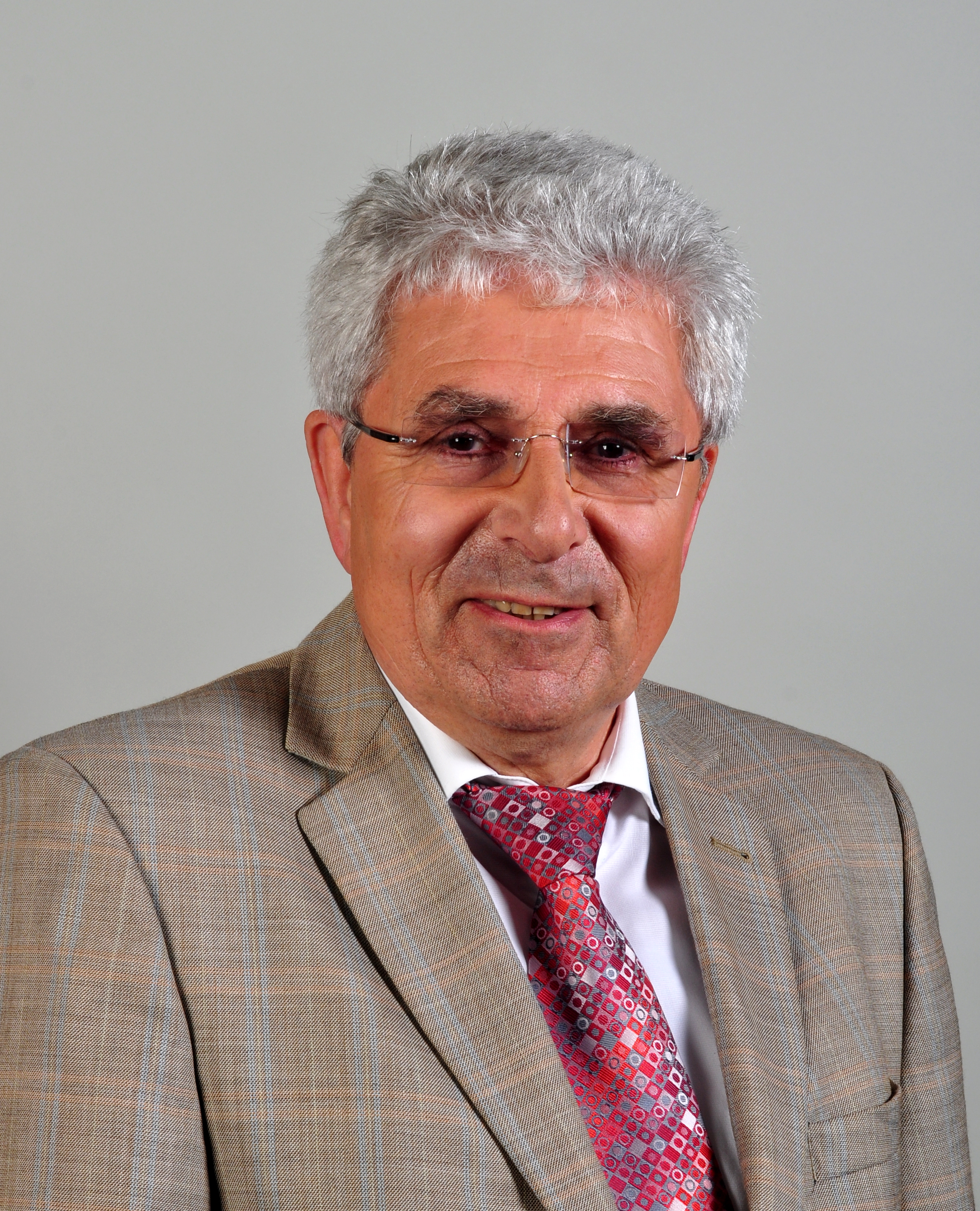
Armin Jäger, 2013

Armin Jäger (* 13. Juni 1941 in Berlin) ist ein deutscher Politiker (CDU), Jurist und ehemaliger Richter. Er war Landrat in Bad Münster und von 1997 bis 1998 Innenminister des Landes Mecklenburg-Vorpommern, von 2005 bis 2009 Vorsitzender der CDU-Landtagsfraktion und bis März 2007 Präsident der Stadtvertretung in Schwerin.

## Leben
Nach Besuch der Grundschule und des Ernestinums in Rinteln legte Jäger 1962 sein Abitur ab und absolvierte anschließend seinen Wehrdienst bei der Bundeswehr. Von 1964 bis 1968 studierte er Rechtswissenschaft an den Universitäten Mainz und Göttingen und legte im Jahre 1968 die Erste Juristische Staatsprüfung ab. 1970 wurde er zum Dr. jur. promoviert und legte 1973 sein Zweites Juristisches Staatsexamen ab. In der Zeit von 1973 bis 1976 war er zunächst als Richter beim Landgericht Bad Kreuznach und sodann als Referent im Justizministerium Rheinland-Pfalz tätig. Von 1976 bis 1980 war Jäger als leitender Verwaltungsdirektor beim Landkreistag Rheinland-Pfalz in Mainz tätig, von 1980 bis 1988 war er Landrat des Rhein-Hunsrück-Kreises. 1988 bis 1991 bekleidete er die Position des Vizepräsidenten des Bundesgesundheitsamtes.
Jäger wurde 1991 zum Staatssekretär in der Senatsverwaltung für Inneres in Berlin ernannt. Anschließend war er in der Zeit von 1995 bis 1997 zunächst als Staatssekretär im Ministerium für Bau, Landesentwicklung und Umwelt sowie danach im Wirtschaftsministerium Mecklenburg-Vorpommern tätig. Bis 1995 war Jäger Mitglied des Landesverbandes Berlin, nach seinem Umzug in diesem Jahr nach Mecklenburg-Vorpommern wechselte er in diesen Landesverband und war von 1998 bis 2010 Mitglied des Vorstandes des Landesverbandes. Vom 13. Mai 1997 bis zum 3. November 1998 war Jäger Innenminister des Landes Mecklenburg-Vorpommern.
Armin Jäger war vom 26. Oktober 1998 bis zum Ende der 5. Wahlperiode im Jahre 2011 Mitglied des Landtages Mecklenburg-Vorpommern und seit 1998 sowohl stellvertretender Vorsitzender des Innenausschusses als auch der Parlamentarischen Kontrollkommission. Vom 25. Oktober 2005 bis Februar 2009 war er zudem Vorsitzender der CDU-Fraktion im Landtag Mecklenburg-Vorpommern. Zur Landtagswahl am 4. September 2011 trat er nicht mehr an. Seit April 2011 ist er ehrenamtlicher Präsident der Deutschen Lebens-Rettungs-Gesellschaft des Landesverbandes Mecklenburg-Vorpommern.
Jäger ist katholisch, verheiratet und hat drei Kinder.

## Kabinette
- Kabinett Seite II